# Проспект Павла Тычины

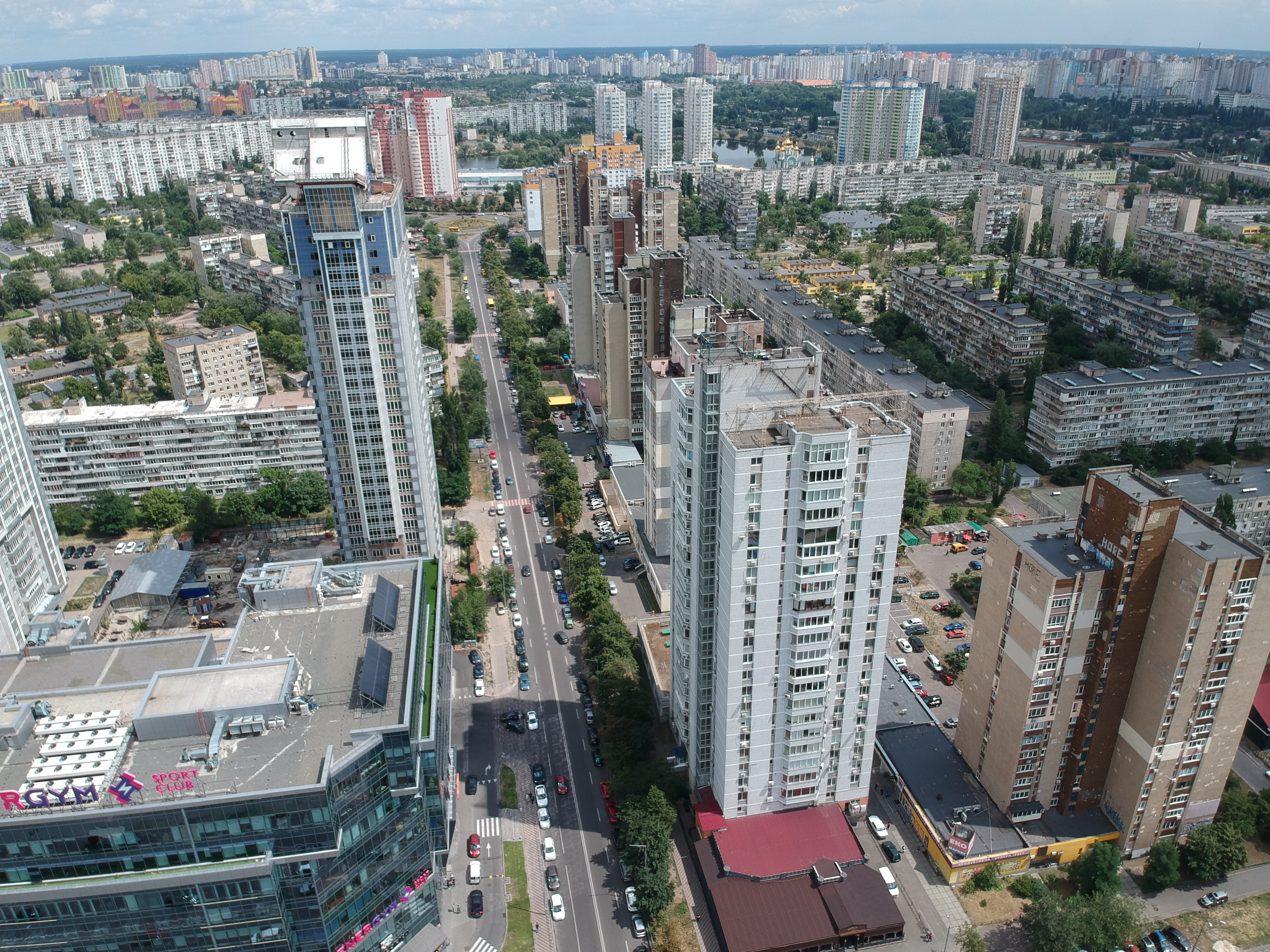
Проспект Тычины

Проспе́кт Па́вла Тычи́ны — проспект в Днепровском районе города Киева, жилой массив Березняки. Пролегает от Днепровской набережной до Березняковской улицы.
Примыкают улицы Юрия Шумского и Амвросия Бучмы.

## История
Возник в середине 1960-х годов, имел название Тельбинская улица. Современное название в честь П. Г. Тычины с 1968 года.

## Географические координаты
Начало 50°25′39″ с. ш. 30°35′33″ в. д.
Конец 50°25′59″ с. ш. 30°36′50″ в. д.
Протяжённость проспекта — 1,7 км.

## Транспорт
- Станция метро «Левобережная»
- Остановочный пункт Левый Берег